# Claude Brousson
Claude Brousson (Nîmes, 1647 – Montpellier, 4 november 1698) was een Frans advocaat, predikant en schrijver. De carrière van deze hugenoot was er een van geweldloze oppositie tegen de Zonnekoning, Lodewijk XIV. Hij leefde het grootste deel van zijn leven in schuilplaatsen of in het buitenland. Hij was een martelaar voor de protestantse zaak in het koninkrijk Frankrijk.

## Levensloop

### Languedoc

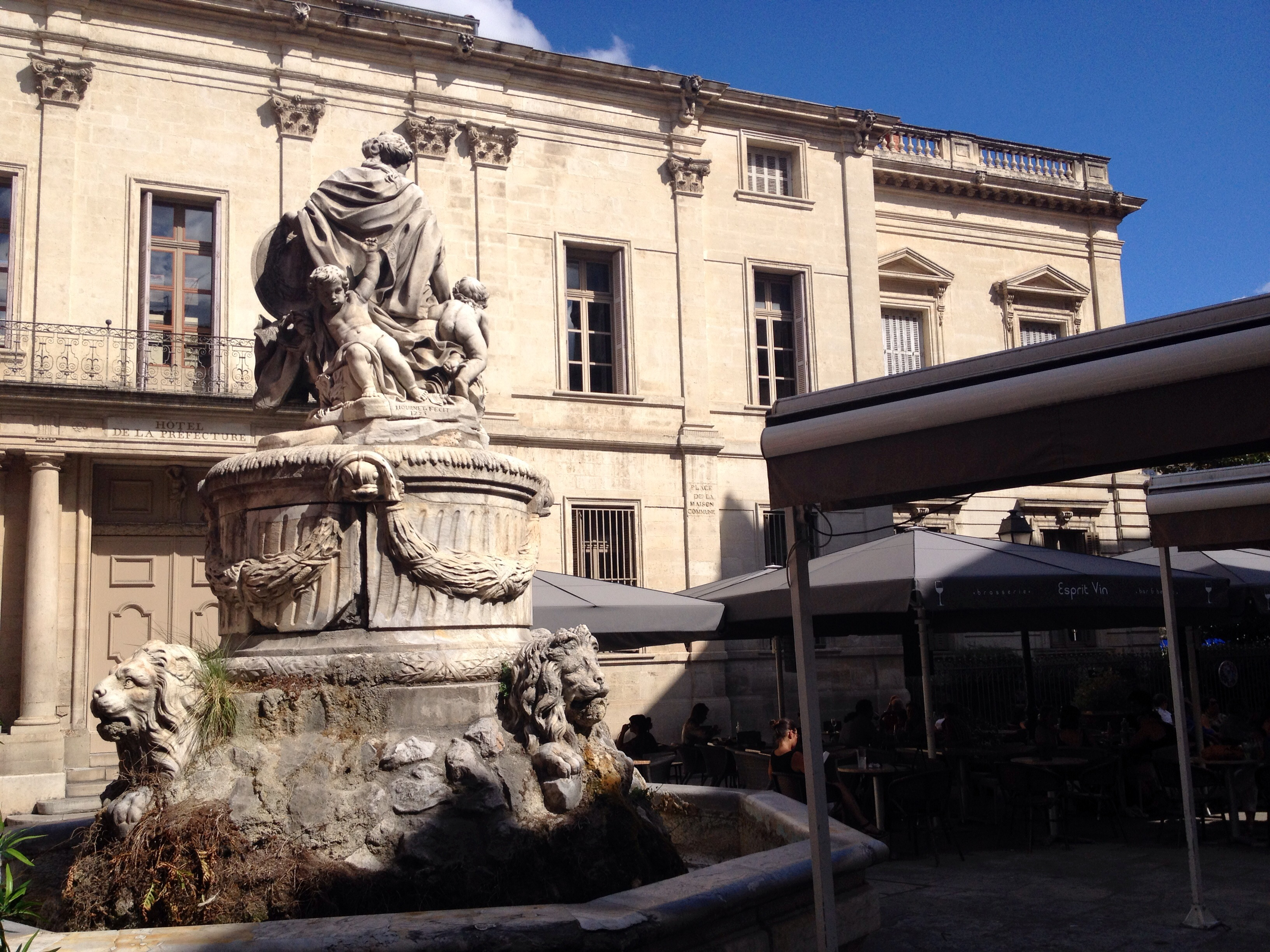
Place Chabaneau in Montpellier. Tot 1682 stond hier een protestantse tempel. In 1698 werd Brousson terechtgesteld op de ruïnes ervan.

Brousson was doctor in de rechten en advocaat in de provincie Languedoc van het koninkrijk Frankrijk. Hij verdedigde voor de rechtbanken hugenoten die vervolgd werden. Zo had hij Castelnaudary een tijd als zijn werkplek. Nadien was hij advocaat voor het Parlement van Toulouse, het hoogste rechtscollege van de Languedoc. Vanaf 1681 stuurde de Zonnekoning dragonnades naar de streek. Met bruut geweld verplichtten ze hugenoten tot bekering tot het Rooms geloof. Brousson verdedigde de zaak van de hugenoten voor het Parlement.

### Eerste ballingschap (1683-1689)
Twee jaar later, in 1683, moest hij de vlucht naar Zwitserland nemen; de Franse ordetroepen van Toulouse waren zijn (geweldloze) verzetsorganisatie op het spoor gekomen. Brousson verbleef eerst in Genève en nadien in Lausanne. De politieke situatie verergerde in 1685 wanneer de Zonnekoning het Edict van Fontainebleau uitvaardigde: de godsdienstpraktijk der hugenoten werd verboden. Hij hielp vluchtende hugenoten die hun toevlucht in Zwitserland hadden genomen. Tevens spoorde hij Franse predikanten aan om terug te keren naar Frankrijk. Zonder veel succes. In het jaar 1685 ondernam Brousson een reis langs Duitse steden tot in Berlijn, alsook naar Amsterdam. Hij bepleitte overal de zaak der protestanten in het koninkrijk Frankrijk. In de zomer van 1689 keerde hij terug naar Frankrijk. De Negenjarige Oorlog was net uitgebroken (1688-1697).

### Languedoc
In de Languedoc predikte Brousson bij hugenoten in het diepste geheim (1689). Dit was tegen het Edict van Fontainebleau. Brousson verstopte zich in de bossen van Beneden-Languedoc (zijn geboortestreek Nîmes) alsook in de Cevennes. Hij stichtte er de Woestijnkerk of l’Eglise du Désert. Deze hugenoten kwamen ’s nachts samen om te bidden. Brousson schreef preken en publiceerde ze. Hij schreef zijn belangrijkste werk ‘L’Eglise sous la Croix’ of ‘De Kerk onder het kruis’. Buitenlandse mogendheden verbonden zich tegen Frankrijk: de Liga van Augsburg keerde zich tegen de Zonnekoning (1689). Deze laatste vreesde een opstand van hugenoten ter ondersteuning van de buitenlandse invasie door de Republiek der Nederlanden. Brousson pleitte ervoor niet de kant te kiezen van de Nederlanders of andere buitenlandse troepen. In 1692 schreef Brousson een brief naar de Zonnekoning om hem te overtuigen van zijn trouw aan Frankrijk.
De Zonnekoning loofde een beloning uit voor wie hem het hoofd van Brousson kon brengen. De koninklijk intendant van de Provence, Lamoignon de Basville, mocht 500 gouden Louis uitreiken aan wie Brousson verraadde.

### Tweede ballingschap (1693-1697)
In 1693 vluchtte Brousson naar Zwitserland. Via Lausanne en Berlijn belandde hij in de Verenigde Republiek. Hij dook verder op in Noord-Frankrijk en Normandië in geheime bijeenkomsten van hugenoten, doch vluchtte terug naar Zwitserland. Daar volgde hij theologie in Lausanne (1693) en werd predikant (1694). Hij poogde terug naar Frankrijk te reizen doch werd herkend. Brousson verbleef opnieuw in Lausanne in 1696. In 1697 sloot de Grote Alliantie vrede met Frankrijk in de Vrede van Rijswijk. Op Huis ter Nieuburch in Rijswijk eindigde de Negenjarige Oorlog. Frankrijk was uitgehongerd en verpauperd. Brieven van Brousson om aandacht te vragen voor de hugenoten bleven zonder gevolg in Rijswijk.

### Languedoc
Brousson reisde via de Dauphiné verder door naar de Languedoc (1697). Brousson werd gearresteerd nabij de stad Béarn, in Oloron-Sainte-Marie waar hij verraden was (1698). De troepen van de intendant brachten hem over naar Montpellier. Basville liet hem veroordelen en radbraken voor een publiek van 10.000 aanwezigen. De terechtstelling van Brousson gebeurde op het plein ontstaan door de afbraak (1682) van de protestantse tempel van Montpellier. Brousson werd lang herinnerd in Frankrijk als de martelaar van de Woestijnkerk.